# حجر الغليون

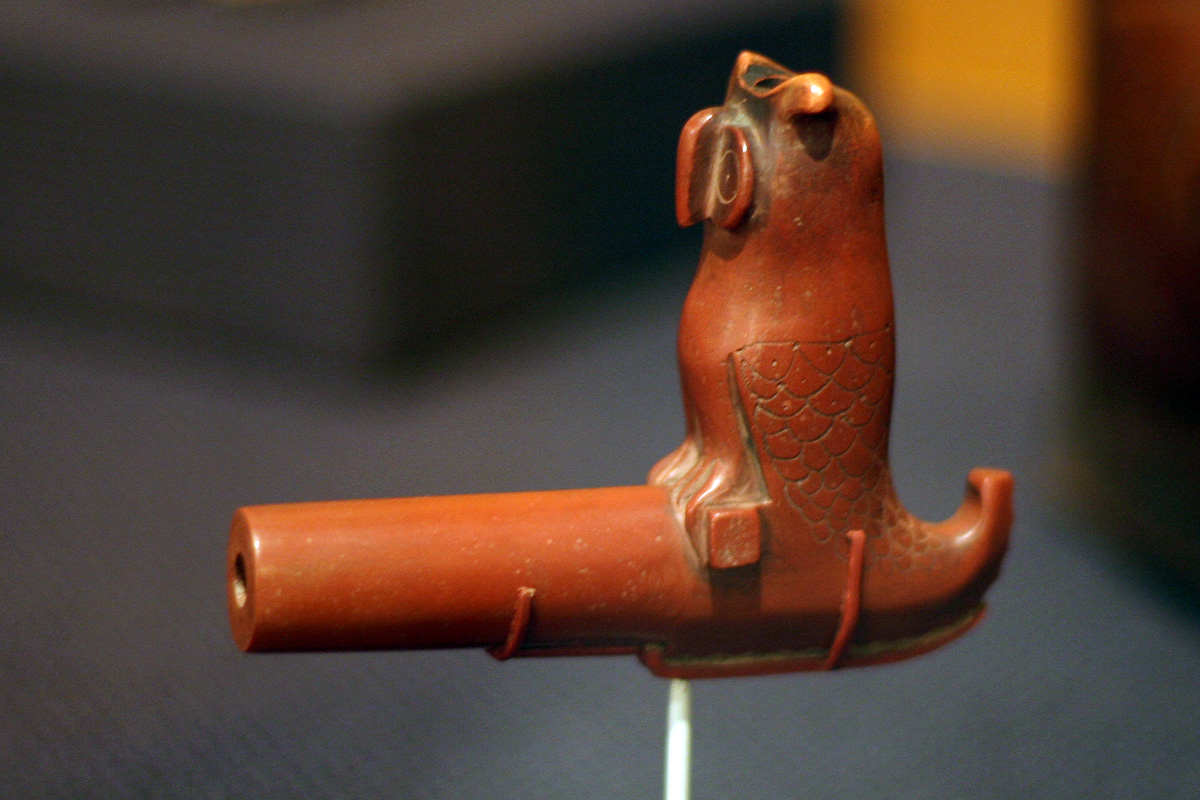
Native American, Plains (unidentified). Pipe Bowl representing Owl, early 20th century. Catlinite or pipestone, 3 × 5 in. (9.5 × 13.7 cm). متحف بروكلين

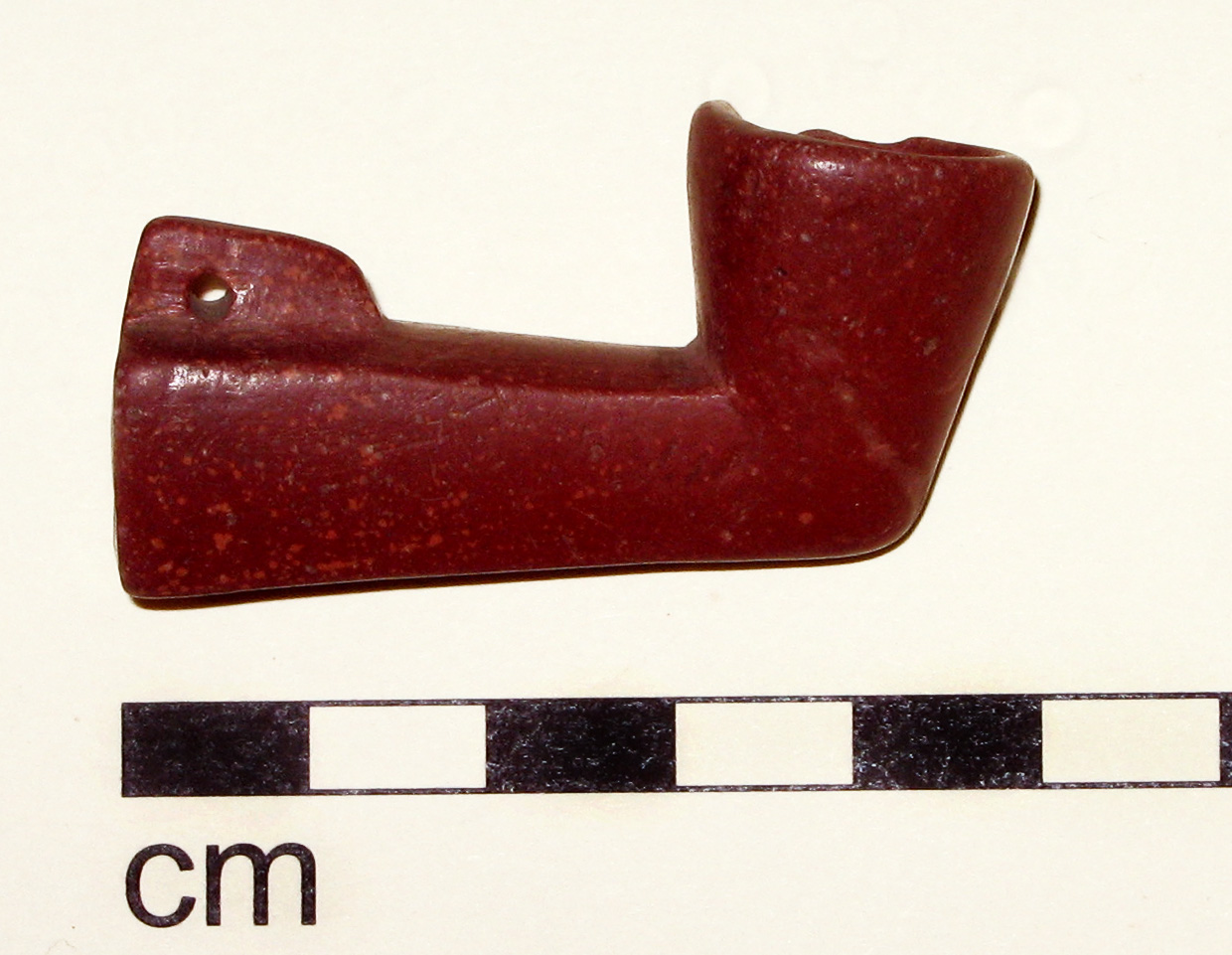
Protohistoric Catlinite pipe, probably late 17th century Ioway, from the Wanampito site in آيوا.

حجر الغليون أو الكتلنيت (بالإنجليزية: Catlinite و pipestone)‏ هو حجر طيني، ذو لون أحمر مطفأ. يستعمله الهنود الحمر في صنع الغلايين. يوجد في كندا وداكوتا ومينيسوتا. ويسمى كذلك كاتلينيت نسبة إلى جورج كاتلين الذي عاش سنين طويلة بين هؤلاء الهنود.

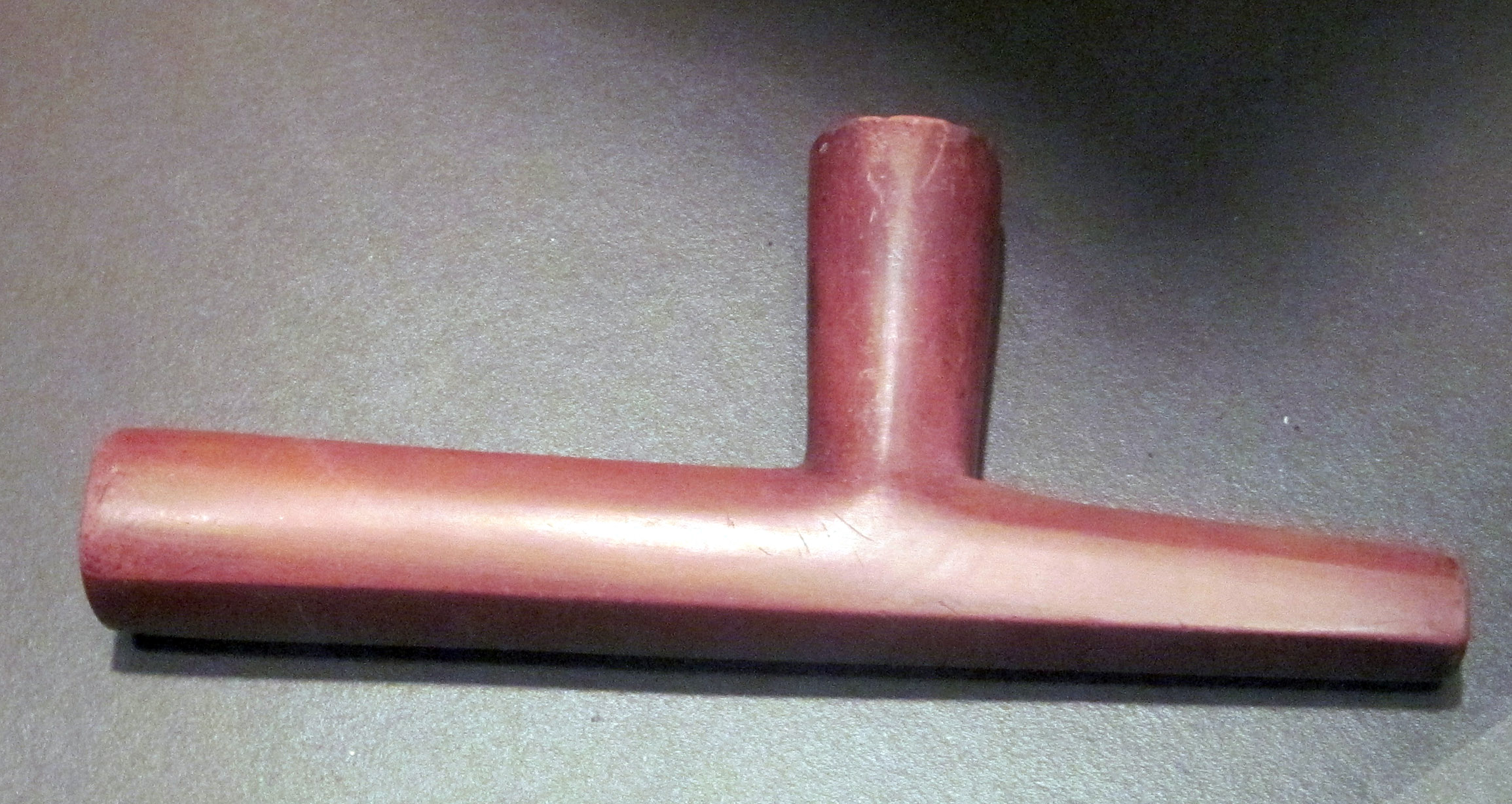
Calumet bowl of catlinite used by بلاك هوك, on display at Black Hawk State Historic Site in إلينوي.

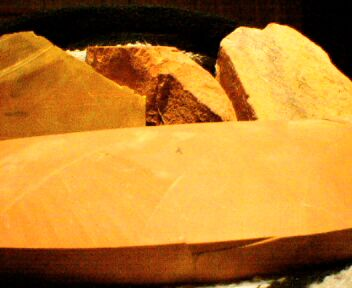
High grade red pipestone from دلتا.